# Albert Espinosa
Albert Espinosa i Puig (Barcellona, 5 novembre 1973) è uno scrittore, regista e sceneggiatore spagnolo.

## Biografia
A 14 anni gli è stato diagnosticato un osteosarcoma a causa del quale ha subito l'amputazione di una gamba. Le metastasi diffuse nel corpo hanno reso necessarie l'asportazione di un polmone all'età di 16 anni e di parte del fegato a 18. Ha trascorso in totale dieci anni entrando e uscendo dagli ospedali, esperienza da cui ha tratto ispirazione per la sua produzione teatrale, letteraria e cinematografica.
A 19 anni ha iniziato gli studi di ingegneria industriale presso l'Università politecnica della Catalogna. In quel periodo ha cominciato a interessarsi anche al teatro, entrando a far parte di una compagnia amatoriale denominata Enginyteatre.
Dal primo libro di Espinosa viene tratta la serie televisiva catalana Polseres vermelles, che a sua volta ispira la prima stagione della fiction di Rai 1 Braccialetti rossi, composta da sei episodi - il primo dei quali è andato in onda il 26 gennaio 2014 - dalla durata di cento minuti ciascuno. Prodotta da Rai Fiction e Palomar in collaborazione con Big Bang Media, la serie, diretta da Giacomo Campiotti, racconta la storia dell'amicizia di sei ragazzi (dagli undici ai diciassette anni) che loro malgrado si conoscono in ospedale e che insieme imparano a ridere, piangere ed emozionarsi, si danno coraggio a vicenda trovando la voglia di sopravvivere alla malattia che li ha colpiti.

## Opere
- Braccialetti rossi - Il mondo giallo (El mundo amarillo: si crees en los sueños, ellos se crearán, 2008) (Salani, 2014)
- Tutto quello che avremmo potuto essere io e te se non fossimo stati io e te (Todo lo que podríamos haber sido tú y yo si no fuéramos tú y yo, 2010) (TEA, 2010; Salani, 2011)
- Se mi chiami mollo tutto... però chiamami (Si tú me dices ven lo dejo todo... pero dime ven, 2011) (Salani, 2012)
- Bussole in cerca di sorrisi perduti (Brújulas que buscan sonrisas perdidas, 2013) (Salani, 2013)
- Braccialetti azzurri - Ama il tuo caos (El mundo azul - Ama tu caos, 2015) (Salani, 2015)
- La notte in cui ci siamo ascoltati (Dani y David, 2016) (Salani, 2016)
- Il libro dei segreti rossi (Los secretos que jamás te contaron, 2016) (Salani, 2016)
- Quello che ti dirò (Lo que te diré cuando te vuelva a ver, 2017) (Salani, 2018)
- Finales que merecen una historia (2018)
- Lo mejor de ir es volver (2019)
- Si nos enseñaran a perder ganaríamos siempre (2020)
- Ero pronto a tutto, ma non a te (Estaba preparado para todo menos para ti, 2021) (Salani, 2023)
- La noche que nos escuchamos (2022)
- Qué bien me haces cuando me haces bien (2023)
- Vuelve a amar tu caos y el roce de vivir (2024)
- Cree en los sueños y ellos te crearán (2024)
- El universo amarillo (2025)

## Filmografia

### Sceneggiatore
- Quarto piano (Planta 4ª), regia di Antonio Mercero (2003)
- Tempus fugit, regia di Enric Folch (2003)
- Tu vida en 65', regia di María Ripoll (2006)
- Va a ser que nadie es perfecto, regia di Joaquín Oristrell (2006)
- Héroes, regia di Pau Freixas (2010)
- Polseres vermelles, regia di Pau Freixas - serie TV (2011-2013)
- Vivi e liberi (Los espabilados), regia di Roger Gual - serie TV (2021)
- Live Is Life, regia di Dani de la Torre (2022)
- Saben aquell, regia di David Trueba (2023)

### Regista
- Psico Express - serie TV (2002)
- Abuela de verano - serie TV (2005)
- No me pidas que te bese porque te besaré (2008)
- La sagrada familia - serie TV (2010)

### Attore
- Abuela de verano - serie TV (2005)
- Destination: Ireland - cortometraggio (2008)
- No me pidas que te bese porque te besaré (2008)

### Produttore
- Destination: Ireland - cortometraggio (2008)

## Teatro
- Los pelones (1995)
- Un novato en la ETSEIB (1996)
- Palabras póstumas (1997)
- La historia de Marc Guerrero (1998)
- Retazos (1999)
- 4 bailes. (2002)
- Tu vida en 65' (2002)
- Això no és vida. (2003)
- No me pidas que te bese porque te besaré (2004)
- El club de les palles (2004)
- Idaho y Utah (nanas para nenes malitos) (2006)
- El gran secret (2006)
- El petit secret (2007)
- El fascinant noi que treia la llengua quan feia treballs manuals (2009)
- Els nostres tigres beuen llet (2013)

## Riconoscimenti
- 2003 – Premio Butaca come Miglior testo teatrale, per l'opera Tu vida en 65'
- 2004 – Premio del Cine Vasco alla Migliore sceneggiatura, per il film Quarto piano
- 2004 – Premio GAC alla Migliore sceneggiatura, per il telefilm Tempus fugit
- 2004 – Ninfa d'oro per la Migliore sceneggiatura, per Tempus fugit
- 2006 – Premio TeatreBCN, per Idaho y Utah (nanas para nenes malitos)
- 2007 – Premio Barcelona Cinema alla Migliore sceneggiatura, per Tu vida en 65'